# فرفیون حبشی
یوفوربیا حبشی (نام علمی: Euphorbia abyssinica) نام یک گونه از سرده فرفیون است.